# Wilnohirśk
Wilnohirśk (ukr. Вільногірськ) – miasto na Ukrainie, w obwodzie dniepropetrowskim.

## Historia
Jest miastem od 1958 roku.
W 1989 roku liczyło 24 620 mieszkańców, w 2013 roku 23 764, w 2017 roku 23 479, a w 2024 roku 19 017.